# HD 76579
HD 76579，又名BD-16 2639，SAO 154773、HR 3564，是一颗恒星，视星等为5.96，位于銀經243.46，銀緯18.15，其B1900.0坐标为赤經8h 51m 55.5s，赤緯-16° 18.15′ 28″。